# Walking in Space
Albums de Quincy Jones
Quincy's Got a Brand New Bag
(1966)
Walking in Space est un album sorti en 1969, produit, arrangé et dirigé par Quincy Jones.

## Morceaux
1. Dead End (Galt MacDernot, James Rado, Gerome Ragni) – 3:55
2. Walking in Space (Galt MacDernot, James Rado, Gerome Ragni)  – 12:06
3. Killer Joe (Benny Golson) – 5:12
4. Love and Peace (Arthur Adams) – 5:48
5. I never told You (Johnny Mandel, Arthur Hamilton) – 4:18
6. Oh Happy Day (Edwin Hawkins, E.F. Rimbault, Trad.) - 3:37

## Musiciens
- Quincy Jones - Chef d'orchestre, Arrangeur, Trompette, Chant
- Valerie Simpson - Chant
- Hilda Harris - Chant
- Marilyn Jackson - Chant
- Jesse Kirkland - Chant
- Maretha Stewart - Chant
- Joel Kaye - Flûte, Saxophone
- Rahsaan Roland Kirk - Saxophone Tenor
- Hubert Laws - Flûte, Saxophone Tenor
- Jerome Richardson - Saxophone Soprano
- Jimmy Cleveland - Trombone
- George Jeffers - Trombone
- J.J. Johnson - Trombone
- Norman Pride - Trombone
- Alan Ralph - Trombone
- Tony Studd - Trombone
- Kai Winding - Trombone
- John Frosk - Trompette, Bugle
- Freddie Hubbard - Trompette
- Lloyd Michels - Trompette, Bugle
- Marvin Stamm - Trompette, Bugle
- Snooky Young - Trompette, Bugle
- Dick Williams - Trompette, Bugle
- Dennis Budimir - Guitare
- Paul Griffin - Piano, Piano électrique
- Bob James - Claviers, Piano, Piano électrique, arrangeur
- Eric Gale - Guitare
- Toots Thielemans - Harmonica, Guitare
- Ray Brown - Basse électrique, Contrebasse
- Chuck Rainey - Basse, Guitare Basse
- Bernard Purdie - Batterie
- Grady Tate - Batterie